# Conseil représentatif des Français d'outre-mer
Le Conseil représentatif des Français d’Outre-Mer (CReFOM) voit le jour le 31 janvier 2014. Son but est de promouvoir les territoires d’outre-mer et de défendre les valeurs du « vivre ensemble ».
Le CReFOM est présidé par Daniel Dalin.

## Historique
Le ministre des Outre-mer, Victorin Lurel, a annoncé, le 20 janvier 2014, la création d’un Conseil représentatif des Français d’outre-mer.
Le CReFOM se donne pour mission de valoriser, de promouvoir et de défendre les Outre-mer, ses territoires et ses citoyens, au sein de la République en représentant toute leur diversité.
Le 12 mars 2014, une délégation du CreFOM est reçu à l'Élysée, par le président de la république François Hollande. L'objectif affiché est de faire entendre sa voix sur tous les sujets relatifs aux outre-mer. Ainsi des sujets comme l'harmonisation des dates mémorielles sur l'esclavage, l'aide de l'État à des billets d'avion en cas de deuil, la lutte contre les discriminations ou la suppression du mot « race » de la Constitution sont abordés. Le dîner annuel du CReFOM se tient pour la première fois le 21 novembre 2014 en présence de François Hollande.

## Actions
Le 4 mars 2014, le CReFOM a rencontré la candidate à la mairie de Paris, Anne Hidalgo pour discuter des modalités de collaboration entre la Mairie de Paris et le Conseil représentatif des Français d'outre-mer. Des axes de travail ont été définis afin de donner une plus grande visibilité aux cultures ultramarines, par le soutien aux manifestations mémorielles du 10 et 23 mai, et par d'autres actions visant à promouvoir et valoriser les cultures d’Outre-Mer, telles que l’ouverture des espaces culturels municipaux aux créations venues de l’outre-mer. La question sociale et le soutien à des actions économiques ont également été abordés. À l’issue de cette rencontre, Anne Hidalgo s’est notamment engagée à nommer, si elle est élue, un interlocuteur chargé des questions de l’Outre-mer au sein de son futur cabinet, lequel assurera notamment le suivi des engagements.
Le 10 mars 2014, le  CReFOM obtient l’engagement de Monique Labrune, directrice éditoriale et présidente du directoire des Presses universitaires de France, de réviser un article controversé publié dans un ouvrage des PUF le Dictionnaire historique et critique du racisme publié sous la direction de Pierre-André Taguieff, dans lequel  l’auteur  d’un article sur la discrimination positive tenait des propos qui avaient vivement  ému la communauté des outre-mer.
Le 24 mars 2014, une délégation du CReFOM est reçue par le président de France Télévisions, Rémy Pflimlin, pour une réunion de travail pour une meilleure valorisation des outre-mer sur les antennes de chaque chaîne du groupe. Le 20 mai 2014, le président de France Télévisions accepte par courrier adressé au président du CReFOM, de mettre en place une collaboration étroite entre le groupe et le CReFOM pour une meilleure valorisation des outre-mer sur les antennes. Ce courrier prévoit notamment la création de groupes de travail éditoriaux CReFOM et les équipes de chaque chaînes, la création d'indicateurs quantitatifs afin de mesurer les progrès et de répertoire d'experts.
Le 6 mai 2014, le Conseil représentatif des Français d'outre-mer et le Conseil représentatif des institutions juives de France signent un mémorandum commun afin d’unir leurs forces contre le racisme et l’antisémitisme,. Ce Mémorandum prévoit la création d'une commission paritaire entre les deux organisations afin de définir les actions communes. Le CRIF soutient également la demande du CReFOM de créer un mémorial commun en Île-de-France à la mémoire des victimes de la Shoah et de l'esclavage.
Le 5 juin 2014, une délégation du CReFOM a une réunion de travail avec le Président de l'Assemblée Nationale, Claude Bartolone sur les thèmes de l'égalité réelle et de la suppression du mot race dans la constitution.
Le 10 juin 2014, le président du CReFOM signe avec le conseil général de La Réunion une convention comprenant une trentaine d'engagements réciproques. Le 20 juin, sur la base de cette convention, Nassimah Dindar, la présidente du Conseil Général de la Réunion présente deux motions à la demande du CReFOM, l'une porte sur la mise en place par le gouvernement d'un plan sur l'égalité réelle avec des échéances mesurables et l'autre sur la suppression du mot race dans la constitution. Ces deux motions ont été votées à l'unanimité des conseillers généraux, tous partis politiques confondus. Le 12 juin Patrick Karam crée la délégation réunionnaise du CReFOM avec 80 membres fondateurs, appartenant aux forces vives de la Réunion. Syndicalistes, présidents d'associations puissantes, responsables politiques et communautaires, la délégation du CReFOM à la Réunion est dirigée par Richel Sacri. Une convention devra être signée avec le Conseil Régional de la Guadeloupe, qui a voté en juin 2014 une motion autorisant en ce sens son président, Victorin Lurel . Le Conseil régional de la Guyane devrait également signer une convention-cadre et les autres présidents de collectivités sont sollicités afin de s’inscrire dans ce programme collectif.
Le 25 juin 2014, le  CReFOM saisit Bernard Cazeneuve, ministre de l’Intérieur, le directeur général de la Police Nationale et le secrétaire général du ministère de l’Intérieur, ainsi que l’Élysée et Matignon sur la place des Réunionnais dans les renforts policiers qui doivent rejoindre l’Île de La Réunion le 1er septembre 2014. Il milite en effet pour une remise à plat du système de mutation, actuellement injuste pour les fonctionnaires Réunionnais, et apporte son soutien au Collectif GPX Ultramarins, représenté par Idriss Rangassamy et à l’Association des jeunes pour la formation et l'emploi à la Réunion (AFJER), présidée par Gilles Leperlier. Le 30 juin 2014, grâce au lobbying engagé sur le dossier Jean François Lebon, le CReFOM a permis d'ouvrir la haute fonction publique à la diversité réunionnaise. De nombreux acteurs publics ou associations ont été sensibilisés et ont ainsi parlé d'une même voix pour défendre la nomination du Réunionnais méritant ; le CReFOM, le collectif GPX des ultramarins d’Idriss Rangassamy et l’AJFER « Nou lé kapab » de Gilles Leperlier, les parlementaires réunionnais, pour la plupart membres du CReFOM, et les élus du conseil général qui ont voté à l’unanimité une motion en ce sens. Cette avancée en faveur de l’égalité revêt un caractère symbolique à la veille du voyage présidentiel dans le département d'Outre-mer et a permis la nomination du commissaire Lebon, aux états de service exceptionnels, à la tête de la direction départementale de la Sécurité Publique de la Réunion.
Par un décret du 9 juillet 2014, Robby Judes est nommé ambassadeur extraordinaire et plénipotentiaire de France aux Comores, il est le premier ultramarin ayant atteint ce grade. Le CReFOM salue cette nomination d'un Ultramarin au poste d'ambassadeur de France.
Le 21 novembre 2014, le CReFOM a tenu son premier diner politique en présence du président de la république, François Hollande, du président du sénat, Gérard Larcher du président de l'Assemblée nationale, Claude Bartolone, plusieurs ministres, des dizaines de parlementaires, 180 grands chefs d'entreprise ultramarins, plusieurs centaines de personnalités du monde culturel, sportif et associative. Le président de la république, répondant au discours du président du CReFOM, s'est engagé dans son discours à "intensifier le développement des Outre-mer" et a suggéré l'adoption de "plans de programmation, territoire par territoire".
Membre du CreFOM, où il préside la commission Sport et égalité des chances, Jean-Marc Mormeck  est nommé le 17 mars 2016, délégué interministériel à l'égalité des chances des français d'outremer. La délégation interministérielle pour l’égalité des chances des Français d’outre-mer a pour mission d’aider le gouvernement à définir les politiques relatives aux Français d’outre-mer installés en métropole. Jean-Marc Mormeck remplace à ce poste Sophie Elizeon, qui a quitté ses fonctions en septembre 2015 après avoir été nommée préfète déléguée pour l’égalité des chances auprès du préfet de la région Nord-Pas-de-Calais.
Le 10 mai 2017, le président François Hollande annonce la création d'une Fondation pour la mémoire des traites, de l’esclavage et de leurs abolitions dont la présidence est confiée à Jean-Marc Ayrault. Le groupement d'intérêt public du 5 mai 2017 réunit l’Etat, représenté par le Premier ministre et neuf ministères, la Banque de France à travers l’institut d’émission des DOM, la Caisse des dépôts et consignations, le Conseil représentatif des Français d’outre-mer (CreFOM), l’Institut du Tout-Monde, la Fondation Esclavage et Réconciliation et l’association « La Route des Abolitions ».
Doté de moyens nouveaux apportés par l’Etat, le GIP fédère les acteurs de la mémoire de l’esclavage. Il doit travailler avec la Ville de Paris à la création d’un monument et d’un lieu muséal dédiés dans la capitale à cette mémoire et à son héritage. Il se transformera en Fondation en 2018.
Pour mener à bien cette mission, Jean-Marc Ayrault a accepté de prendre la présidence du GIP. Il est accompagné par cinq personnes qualifiées : Doudou Diène, diplomate, initiateur des projets de Routes Interculturelles de l’UNESCO, Olivier Laouchez, PDG d’un groupe de médias, Leïla Sy, réalisatrice, Françoise Vergès, politologue, et Lionel Zinsou. En avril 2018, le président Emmanuel Macron annonce la création officielle de la fondation, qui sera basée à l'hôtel de la Marine à Paris, et confirme Jean-Marc Ayrault à la tête de celle-ci.
En mars 2017, le CreFOM se mobilise sur la situation de la Guyane, qui connaît une grève et qui aspire à plus de reconnaissance.
Le 6 septembre, Saint-Martin est dévastée par l'ouragan Irma. Le CreFOM organise des collectes afin de venir en aide aux sinistrés.

## Organisation
Le conseil d'administration est présidé par Patrick Karam entre janvier 2014 et septembre 2016. Il compte trois vice-présidents: le sénateur de Guyane Georges Patient, le comédien Jean-Michel Martial, et l'écrivaine Jenny Hippocrate Fixy. Il y a également des vice-présidents délégués: la présidente du conseil départemental de La Réunion Nassimah Dindar, la sénatrice Karine Claireaux, la députée Maina Sage, Marijosé Alie, Claude Ribbe, Sara Briolin et Claudy Siar.
La députée Ericka Bareigts était vice-présidente avant d'être nommée secrétaire d'État chargée de l'Égalité réelle dans le gouvernement Valls.
José Pentoscrope, président du Cifordom, Centre d’information et de formation des originaires d’outre-mer était membre fondateur et vice-président.
En septembre 2016, Jean-Michel Martial est élu président. L'écrivaine Jenny Hippocrate Fixy et le sénateur de Guyane Georges Patient sont vice-présidents. Marijosé Alie, Claude Ribbe, Nassimah Dindar et Maina Sage sont vice-présidents délégués. Victorin Lurel et Patrick Karam sont présidents d'honneur. A l'été 2019, Daniel Dalin succède à Jean-Michel Martial. Le cinéaste et dramaturge réunionnais Vincent Fontano est secrétaire général adjoint de la délégation réunionnaise.